# Lexington (Mississippi)
Lexington ist eine Kleinstadt im Holmes County im US-Bundesstaat Mississippi. Das U.S. Census Bureau hat bei der Volkszählung 2020 eine Einwohnerzahl von 1602 ermittelt. 
Die geographischen Koordinaten sind: 33°6'52" Nord, 90°3'4" West. Die Stadtfläche beträgt 6,4 km². Der ZIP Code (Postleitzahl) der Stadt ist 39095. Die Stadt ist der Verwaltungssitz (county seat) von Holmes County und liegt etwa 90 km nördlich von der Bundeshauptstadt Jackson.

## Geschichte
Die Stadt wurde 1833 gegründet und nach der Stadt Lexington in Massachusetts, wo der Amerikanische Unabhängigkeitskrieg begann, benannt. In Lexington/Mississippi sind ungefähr zwei Drittel der Bevölkerung schwarzafrikanischer Abstammung.

## Söhne und Töchter der Stadt
- Buford Ellington (1907–1972), Politiker und 47. und 49. Gouverneur von Tennessee
- Malachi Favors (1937–2004), Jazz-Bassist
- Big Smokey Smothers (1929–1993), Blues-Gitarrist und -Sänger
- Hattie Winston (* 1945), Sängerin und Schauspielerin
- Lonnie Pitchford (1955–1998), Bluesmusiker und Instrumentenbauer.